# Into the Woods (film)
Into the Woods è un film del 2014 diretto da Rob Marshall, basato sull'omonimo musical di Stephen Sondheim a sua volta ispirato a Cenerentola, Cappuccetto Rosso e Raperonzolo, dei fratelli Grimm, e a Jack e la pianta di fagioli.

## Trama
Il film inizia con la presentazione dei protagonisti della storia, tutti abitanti dello stesso villaggio e accomunati dall'insoddisfazione per la loro vita. Hanno tutti un desiderio specifico: Cenerentola desidera andare alla festa indetta dal principe, il giovane Jack spera che la sua mucca Biancolatte produca del latte, così da non doverla vendere in quanto le è affezionato, e una coppia di panettieri vorrebbe da tempo avere un figlio.
Un giorno i due ricevono una visita a sorpresa da parte dalla loro vicina di casa, una strega, che li informa della maledizione che lei stessa ha scagliato sulla famiglia. La donna infatti anni prima aveva scoperto il padre del fornaio rubare nel suo orto quando la moglie era incinta. Poiché l'uomo le aveva sottratto anche dei fagioli magici, la strega aveva maledetto l'intera famiglia rendendola sterile. Ella però è in grado di annullare la maledizione e permettere loro di avere un figlio, ma solo se il fornaio e sua moglie ottengono quattro oggetti a lei utili per fare una pozione: una mucca bianca come il latte, un mantello rosso come il sangue, una ciocca di capelli gialla come il grano e una scarpetta d'oro puro.
Le richieste della strega alla fine portano il panettiere e sua moglie in contatto con i personaggi in possesso dei quattro oggetti: prima con Jack, che sta andando al mercato a vendere la sua amata mucca e che la coppia riesce a prendere offrendo al ragazzo i fagioli magici lasciati dal padre; poi con Cappuccetto Rosso che dà al fornaio il suo mantello rosso come ringraziamento per aver salvato lei e la nonna dal lupo che le aveva mangiate; con Rapunzel prendendo una ciocca dei suoi capelli biondi e infine con Cenerentola, che si imbatte nella moglie del fornaio mentre fugge dal principe e il cui abito da ballo include scarpette d'oro.
Per effettuare l'incantesimo che annulla la maledizione, si deve far mangiare alla mucca gli altri tre ingredienti e poi bere il suo latte. Ma qualcosa va storto: la strega ha toccato i capelli biondi e questi hanno perso il loro potere magico. Così fanno mangiare alla mucca i filamenti color grano di una pannocchia, essendo l'unica "chioma" di quel colore nella foresta. Il piano funziona e la mucca produce il latte dalla mistura della mantella, della scarpa e della chioma. Appena prima di mezzanotte la strega beve il latte, riprendendo il suo bell'aspetto, e la moglie del panettiere si ritrova già incinta con un pancione di nove mesi. Anche gli altri personaggi vanno verso un lieto fine: Cenerentola e Rapunzel sposano i loro principi e Jack, grazie ai fagioli magici, ruba le ricchezze del Gigante nel cielo e lo uccide tagliando la pianta sulla quale quest'ultimo lo sta inseguendo.
Il giorno dopo, Rapunzel e Cenerentola si sposano con i propri principi, con tutto il reame ad assistere inclusi il fornaio, la moglie e il loro bambino, Jack e sua madre, diventati ricchi con l'oro rubato. Un forte terremoto però rovina la festa: è la moglie del gigante ucciso da Jack, venuta per vendicare il consorte. Nella ressa per fuggire dalla gigantessa, la mamma e la nonna di Cappuccetto Rosso, la madre di Jack e la moglie del fornaio vengono uccise. Jack fugge spaventato. Rapunzel invece decide di scappare insieme al principe, allontanandosi per sempre dal regno.
I personaggi cercano di trovare Jack, discutendo sulla moralità o meno di consegnare il ragazzo al gigante. Essi poi si incolpano a vicenda per le loro azioni che hanno portato alla tragedia, dando alla fine la colpa alla strega per aver coltivato i fagioli. Quest'ultima però li maledice per la loro incapacità di accettare la responsabilità delle loro azioni individuali. Gettando via tutti i fagioli rimasti, la strega implora la madre di punirla di nuovo, sperando di riguadagnare i poteri che aveva perso per annullare l'incantesimo del giorno prima, ma invece scompare in una grande buca di catrame bollente e muore.
I personaggi rimanenti decidono di eliminare la minacciosa moglie del gigante: cercando di attirarla, le fanno fare un salto nella pozza di catrame così da bloccarla e colpirla con sassi e pietre, uccidendola. Con la gigantessa morta, i personaggi restano con le loro vite rovinate. Il fornaio, pensando a sua moglie, è determinato a essere un buon padre.
Alla fine Cappuccetto e Jack scoprono di non avere più nessuno che si occupi di loro, così il Panettiere decide di prenderli con sé, assieme a Cenerentola, la quale lascia il principe dopo aver scoperto che lui l'ha tradita con la moglie del fornaio.

## Produzione
Nel corso degli anni '90 la Columbia Pictures aveva tentato di realizzare una trasposizione cinematografica del musical. Vennero fatte alcune letture con Robin Williams, Goldie Hawn, Cher, Danny DeVito e Steve Martin. Nel 1994 Lowell Ganz e Babaloo Mandel scrissero una sceneggiatura, la regia sarebbe stata affidata a Rob Minkoff, Jim Henson avrebbe partecipato alla produzione e tra gli attori protagonisti avrebbero preso parte Billy Crystal, Meg Ryan e Susan Sarandon.
Nel 1997, dopo il cambio di vertici dello studio, l'idea venne definitivamente abbandonata. Nel gennaio del 2012 la Walt Disney Pictures annuncia di aver siglato un contratto con il coreografo e regista Rob Marshall e con il produttore John DeLuca per la realizzazione del progetto.

### Cast
Il 2 ottobre 2012 si rivela che l'attrice statunitense Meryl Streep è in lista per la parte della strega. Il 10 maggio 2013 viene annunciato che l'attore statunitense Johnny Depp è stato scritturato per la parte del lupo, mentre l'attore britannico James Corden ha ottenuto il ruolo del fornaio. Del 14 maggio 2013 è la notizia che anche gli attori statunitensi Jake Gyllenhaal e Chris Pine sono in trattative per interpretare i ruoli dei principi di Rapunzel e di Cenerentola.
Il 16 maggio 2013 l'attrice britannica Emily Blunt viene data in trattative per il ruolo della moglie del fornaio, assieme all'attrice statunitense Christine Baranski nella parte della matrigna di Cenerentola. Il 12 giugno 2013 l'attrice britannica Tracey Ullman viene ingaggiata per il ruolo della madre di Jack.
Il 22 giugno 2013 gli attori Anna Kendrick e Daniel Huttlestone si aggiungono al cast, nei ruoli rispettivamente di Cenerentola e Jack. Il 17 luglio 2013 si comunica che Jake Gyllenhaal è costretto ad abbandonare il ruolo del principe di Rapunzel a causa della sovrapposizione delle riprese con un altro film (la parte sarà offerta poi all'attore Billy Magnussen), la principessa sarà invece interpretata dall'attrice statunitense MacKenzie Mauzy.. Il 23 luglio 2013 il cast si arricchisce con l'ingresso delle sorellastre di Cenerentola, Lucinda e Florinda, interpretate da Lucy Punch e Tammy Blanchard.
Il 7 agosto 2013 con la conferma della giovanissima Sophia Grace Brownlee nel ruolo di Cappuccetto Rosso, il cast principale del film giunge a compimento. Il 16 settembre 2013, tuttavia, si rivela che la giovane Sophia Grace è stata sostituita dall'attrice di Broadway Lilla Crawford, a seguito di un ripensamento dei genitori e della produzione, a causa della prematura età dell'artista.

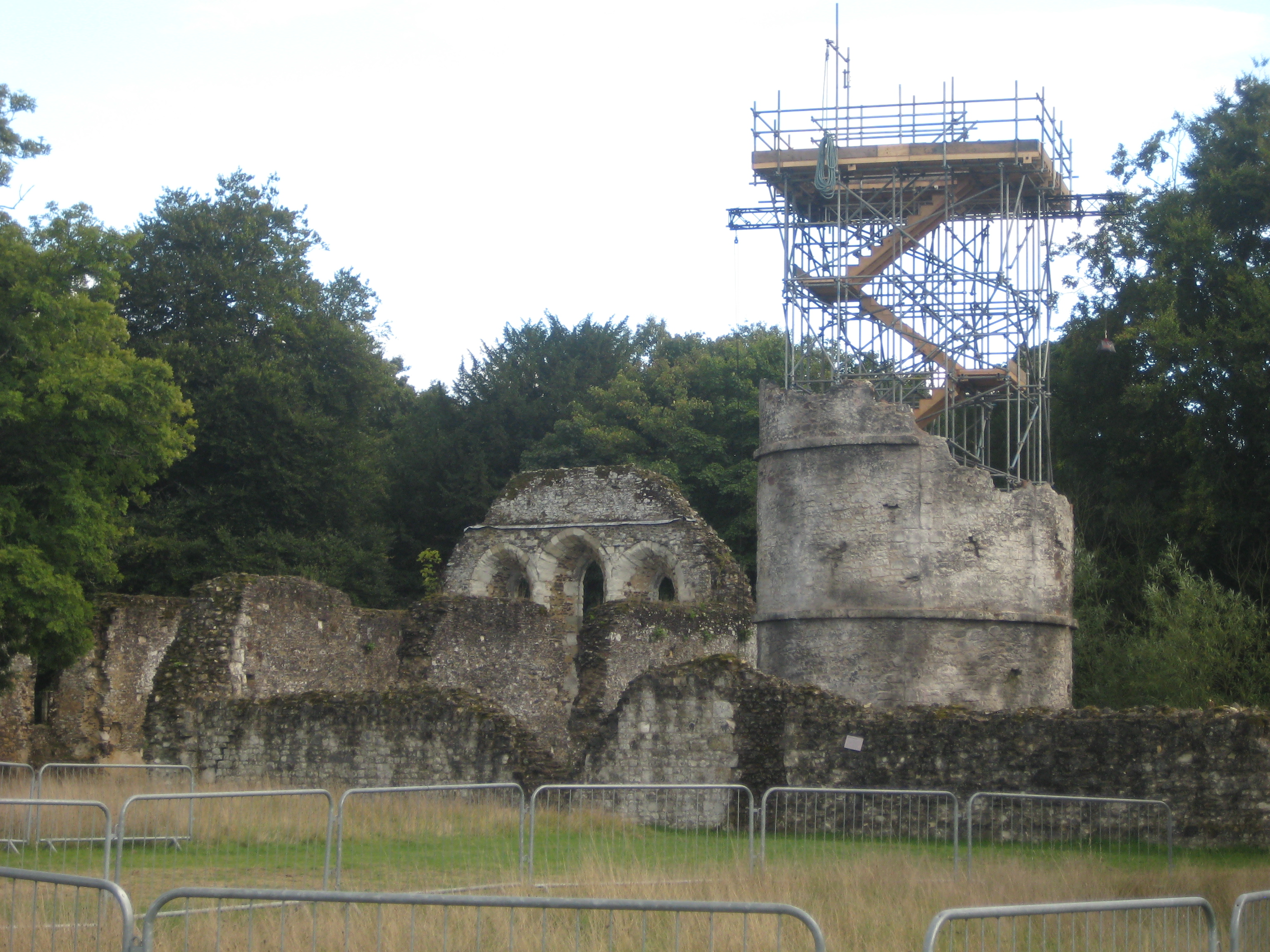
La torre di Rapunzel in costruzione sul set de film accanto all'Abbazia di Waverley.

### Riprese
Le riprese del film sono iniziate a settembre 2013 e sono terminate a novembre. Si sono svolte negli Shepperton Studios, nel Castello di Dover, nell'Abbazia di Waverley a Farnham, nel maniero di Byfleet e al Richmond Park.

## Promozione
Il primo trailer è stato pubblicato il 31 luglio 2014.

## Distribuzione
Nelle sale statunitensi il film è stato distribuito il 25 dicembre 2014, mentre in Italia è uscito il 2 aprile 2015.

### Edizione italiana
L'edizione italiana del film è stata curata da Fiamma Izzo, direttrice del doppiaggio e anche autrice di dialoghi, con l'assistenza di Simona Romeo. Il doppiaggio italiano, invece, venne eseguito dalla PumaisDue presso la SDI Media Italia.

## Accoglienza

### Incassi
Il budget del film è stato di 50 milioni di dollari. La pellicola ha incassato 31 milioni di dollari al suo debutto, e nel complesso ha incassato 212 902 372 dollari.

## Riconoscimenti
- 2015 - Empire Awards[27]
  - Candidato per il miglior debutto maschile a Daniel Huttlestone
- 2015 - Golden Globe
  - Candidato per il miglior film commedia o musicale
  - Candidato per la migliore attrice in un film commedia o musicale ad Emily Blunt
  - Candidato per la migliore attrice non protagonista a Meryl Streep
- 2015 - Kids' Choice Awards[28]
  - Candidato per il cattivo preferito a Meryl Streep
- 2015 - MTV Movie Awards[29][30]
  - Miglior cattivo a Meryl Streep
- 2015 - Premio Oscar
  - Candidato per la migliore attrice non protagonista a Meryl Streep
  - Candidato per la migliore scenografia a Dennis Gassner
  - Candidato per i migliori costumi a Colleen Atwood
- 2015 - Satellite Award
  - Miglior cast
  - Candidato per i Migliori costumi
  - Candidato per il miglior suono
  - Candidato per i migliori effetti visivi
- 2015 - Saturn Awards[31]
  - Candidato per il miglior film fantasy
  - Candidato per la miglior attrice non protagonista a Meryl Streep
  - Candidato per la miglior scenografia a Dennis Gassner
  - Candidato per i migliori costumi a Colleen Atwood
  - Candidato per il miglior trucco a Peter King e Matthew Smith
- 2015 - Screen Actors Guild Awards
  - Candidato per la miglior attrice non protagonista in un film a Meryl Streep
- 2015 - Young Artist Awards
  - Miglior performance in un film - Giovane attrice non protagonista a Lilla Crawford
  - Candidato per la miglior performance in un film - Giovane attore non protagonista a Daniel Huttlestone[32]